# Vall de Rialb
|  | Aquest article tracta sobre la vall andorrana. Vegeu-ne altres significats a «Rialb (desambiguació)». |

La vall de Rialb és una alta vall del Pirineu situada al terme del comú i parròquia d'Ordino i a prop d'El Serrat, a l'extrem nord del Principat d'Andorra. La vall de Rialb és una petita vall d'alta muntanya amb una extensió aproximada de 1.100 ha (11 km²), envoltada per alts cims i crestes que la separen de la coma de Varilles (el Castellar) a l'oest i la vall de Sorteny al sud-est. Pel nord i pel nord-est fa partió muntanyenca amb l'Arieja.
| Pic de la Font Blanca | Pic de Rialb   | Pic del Port de Siguer |
| Portella de Rialb     |                | Port de Banyell        |
| Cabana de Besalí      | Riu de Sorteny | Turó del Forn          |

Pel fons de la vall hi flueix el riu de Rialb que neix a la Font Blanca, als vessants orientals del pic de la Font Blanca (2.903 m) i del pic de Besalí (2.637 m) i arriba fins al riu de Sorteny amb una llargària de 4 km. El riu segueix primer d'oest a est en la part més alta, i de nord a sud aigües avall de la pleta de les Romes i la cabana o refugi de Rialb, seguint avall per la font Freda i la Pleta de la Rabassa, a prop de l'aparcament del Parc Natural de la Vall de Sorteny a la confluència amb el riu de Sorteny a 1.700 m, poc abans del Serrat.